# Hayashi Takenori
Takenori Hayashi (sinh ngày 14 tháng 10 năm 1980) là một cầu thủ bóng đá người Nhật Bản.

## Sự nghiệp câu lạc bộ
Takenori Hayashi đã từng chơi cho JEF United Ichihara, Kyoto Sanga FC, Júbilo Iwata, BEC Tero Sasana và Oita Trinita.